# Атанас Христов (Конуй)
Вижте пояснителната страница за други личности с името Атанас Христов.
Атанас (Наси) Христов Пульов е български революционер, деец на Вътрешната македоно-одринска революционна организация.

## Биография
Роден е в 1879 година в кайлярското българско село Конуй, тогава в Османската империя, днес Дросеро, Гърция. Завършва четвърто отделение в българското училище в Конуй. Присъединява се към ВМОРО. Участва в Илинденско-Преображенското въстание през лятото на 1903 година като знаменосец на четата на Никола Андреев. Загива на 20 август 1903 година с въстаническото знаме в ръка в първото сражение на Мокренската чета при върха Свети Илия над Влахоклисура.
На 18 март 1943 година вдовицата му Алта, на 66 години, родена в Конуй и жителка на Варна, подава молба за българска народна пенсия, която е одобрена и отпусната от Министерския съвет на Царство България.